# 平趙
平趙（へいちょう）は、中国、五胡十六国時代に前趙の陝西諸部族による反乱指導者句渠知が大秦政権を自称し建てた私年号。320年。

## 西暦との対照表
| 建昌 | 元年  |
| 西暦 | 320年 |
| 干支 | 庚辰  |